# Будош
Будош је планина у Црној Гори, јужно од Никшићког поља, висока 1217 m. Састављен је од кречњака кредне старости. То је тешко проходан љути крш, с много дубоких јама и пећина (Будошка пећина је значајан споменик из НОБ-а).
Будош је познат по борбама Црногораца против Турака и оружаним акцијама црногорских комитских дружина у доба аустроугарске окупације 1916—18, те по борбама вођеним у току НОБ.
Kроз ову планину је 1946. године прокопан жељезнички тунел дужине 1200 m а касније почетком 1980-их и друмски тунел исте дужине што је веома допринијело бржем и сигурнијем превозу путника и робе између два највећа црногорска града Подгорице и Никшића.